# Viellenave-d'Arthez
Viellenave-d'Arthez är en kommun i departementet Pyrénées-Atlantiques i regionen Nouvelle-Aquitaine i sydvästra Frankrike. Kommunen ligger i kantonen Arthez-de-Béarn som tillhör arrondissementet Pau. År 2022 hade Viellenave-d'Arthez 227 invånare.

## Befolkningsutveckling
Antalet invånare i kommunen Viellenave-d'Arthez
| Referens: INSEE |